# Myrmecomelix
Myrmecomelix là một chi nhện trong họ Linyphiidae.

## Các loài
Các loài trong chi này gồm:
- Myrmecomelix leucippus Miller, 2007
- Myrmecomelix pulcher (Millidge, 1991)